# Vladimir Steklov
Vladimir Andreevich Steklov  (em russo:  Владимир Андреевич Стеклов; Níjni Novgorod, 9 de janeiro de 1864 — Gaspra, 30 de maio de 1926) foi um matemático russo, envolvido com equações diferenciais e física matemática (hidrodinâmica e elasticidade).
Formado em matemática pela Universidade de Carcóvia, em 1887, onde foi aluno de Aleksandr Lyapunov. De 1889 a 1906 trabalhou no departamento de mecânica desta universidade, desde 1896 como professor efetivo. De 1893 a 1905 lecionou mecânica teórica no Instituto Politécnico de Cracóvia. A partir de 1906 trabalhou na Universidade de São Petersburgo. Em 1921 empenhou esforços para criação do Instituto de Física e Matemática. Após seu falecimento o instituto recebeu seu nome. O Departamento de Matemática desmembrou-se do Instituto em 1934, e é atualmente denominado Instituto de Matemática Steklov.

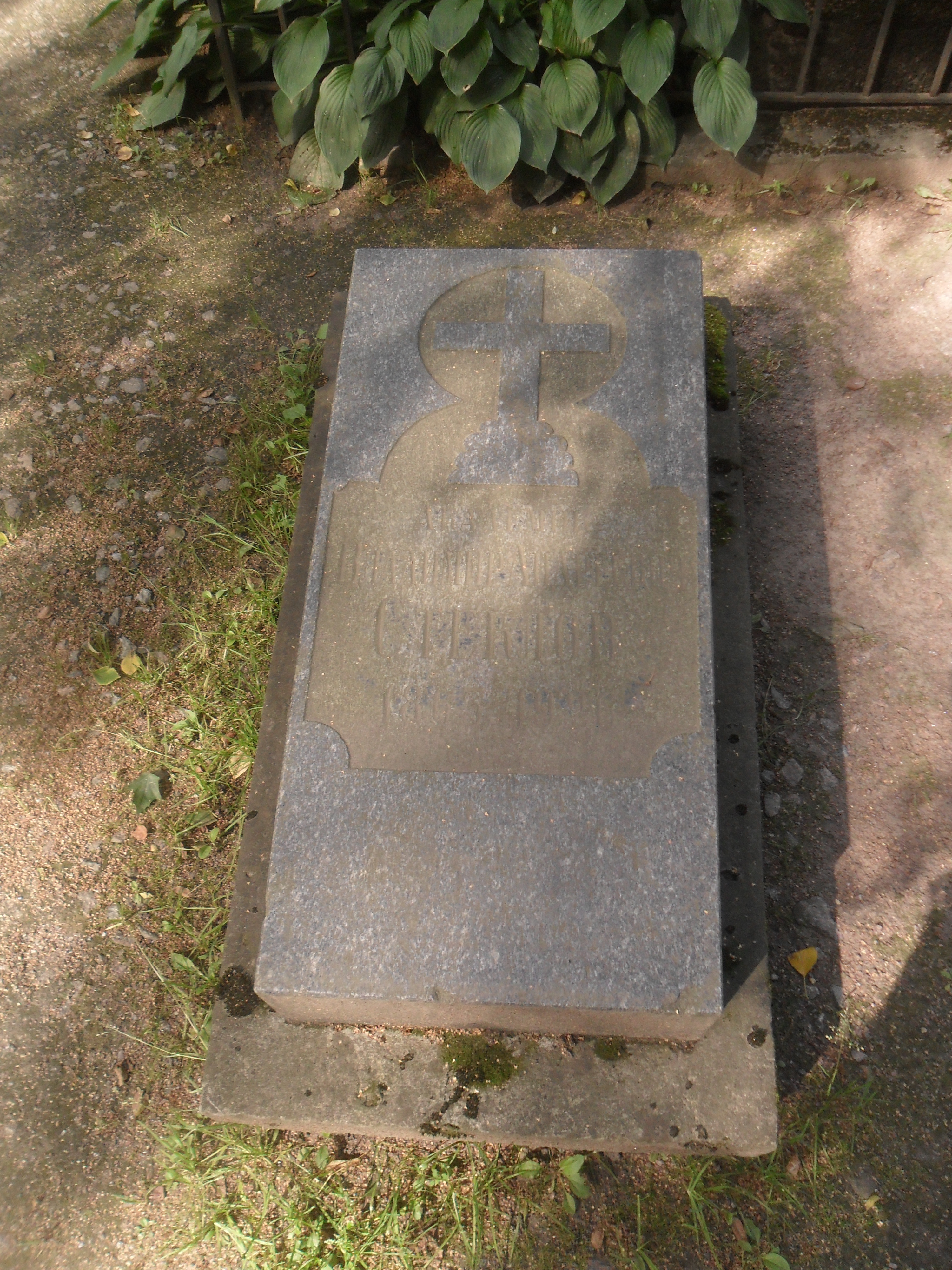
Sepultura no Cemitério de Volkovo

Foi palestrante convidado do Congresso Internacional de Matemáticos em Toronto (1924).
Foi sepultado em São Petersburgo no Cemitério de Volkovo.